# Derlan
Derlan de Oliveira Bento, mais conhecido como Derlan (Volta Redonda, 3 de fevereiro de 1996), é um futebolista brasileiro que atua como zagueiro. Atualmente, defende o Oita Trinita.

## Carreira

### Antecedentes
Nascido em Volta Redonda, Rio de Janeiro, Derlan começou sua carreira aos 13 anos nas categorias de base do Nova Iguaçu, depois passando pelo Desportivo Brasil e pelo Fluminense, aonde foi promovido na pré-temporada de 2017. Chegou a ser relacionado no banco de reservas em uma partida contra o Brasil de Pelotas em 26 de abril, mas não jogou nenhuma partida pelo tricolor carioca.

### Boavista-RJ
Em 6 de maio de 2017, após uma parceria feita pelo Fluminense com o Boavista, emprestou Derlan ao clube como parte projeto Plano de Carreira do Tricolor das Laranjeiras, que busca qualificar jovens, especialmente da base. Sua estreia no profissional aconteceu em 3 de junho, entrando como substituto em uma vitória fora de casa por 1 a 0 sobre o Red Bull Brasil, pela Série D de 2017.
Derlan rescindiu seu contrato com o Boavista em 31 de agosto de 2017, tendo apenas participado de apenas 4 jogos e marcou nenhum gol.

### Paysandu
Em 7 de dezembro de 2017, Derlan foi emprestado ao Paysandu, com um contrato válido até o final da temporada de 2018. Sua estreia aconteceu em 24 de janeiro, entrando como titular em uma vitória por 2 a 0 sobre o São Raimundo, pelo Campeonato Paraense de 2018. Na equipe bicolor, Derlan nunca conseguiu ser titular absoluto e perdeu espaço para atletas da posição inclusive no banco de reservas.
Ele fez cinco jogos pelo Paysandu, sendo que em quatro deles conseguiu figurar no time principal desde o início. Em 26 de março, Derlan rescindiu seu vínculo com o Paysandu.

### Grêmio
Em 29 de março de 2018, após rescindir seu contrato com o Paysandu por falta de aproveitamento, Derlan foi anunciado pelo Grêmio por empréstimo, sendo incorporado à equipe sub-23 inicialmente. Fez sua estreia na equipe profissional em 29 de julho, entrando como substituto em um empate fora de casa com a Chapecoense por 1 a 1, pela Série A de 2018, sendo a sua única partida no profissional gremista.
Foi titular absoluto na equipe do sub-23 principalmente, aonde disputou o Campeonato Brasileiro Sub-23 e Copa FGF de 2018, principalmente chegou a ser candidato a subir para a equipe principal na temporada de 2019. Um desacordo entre o Fluminense e o Grêmio impediu a permanência dele para a temporada que vem e em 9 de dezembro, Derlan retornou ao seu clube de origem.

### Criciúma
Em 21 de janeiro de 2019, o Criciúma encaminhou o empréstimo de Derlan ao clube catarinense, sendo apresentado ao clube em fevereiro. Sua estreia aconteceu em 10 de março, entrando como titular em uma vitória em casa contra a Chapecoense, pelo Campeonato Catarinense de 2019. Seu primeiro gol na carreira aconteceu em 7 de abril, marcando o gol da classificação para às semifinais da competição sobre o Hercílio Luz por 1 a 0.
Pelo Criciúma, participou de apenas 35 partidas e marcou apenas um gol.

### Chapecoense
Em 9 de janeiro de 2020, a Chapecoense oficializou a contratação de Derlan, com o contrato válido até dezembro do mesmo ano. Sua estreia aconteceu em 22 de janeiro, entrando como titular em um empate em casa por 0 a 0 com o Avaí, pelo Campeonato Catarinense de 2020. Seu primeiro gol com a camisa da Chapecoense aconteceu em 8 de março, marcando o segundo gol de uma vitória em casa por 3 a 0 sobre o Joinville.
Depois de se tornar titular absoluto pela Chapecoense, teve atuações que agradaram a diretoria verde e branca. A perda da posição ocorreu justamente na pausa do futebol devido à pandemia de COVID-19. Internamente, Derlan foi encarado com um atleta jovem e promissor. Nesta temporada, chegou a receber proposta de outros dois clubes do Brasil, mas a diretoria não o liberou. Em 28 de outubro, Derlan renovou seu contrato até o final de 2021.
Pela Chapecoense, fez 59 jogos e marcou cinco gols.

## Títulos
Grêmio
- Campeonato Gaúcho: 2018

Chapecoense
- Campeonato Catarinense: 2020
- Campeonato Brasileiro - Série B: 2020